# История евреев Африки

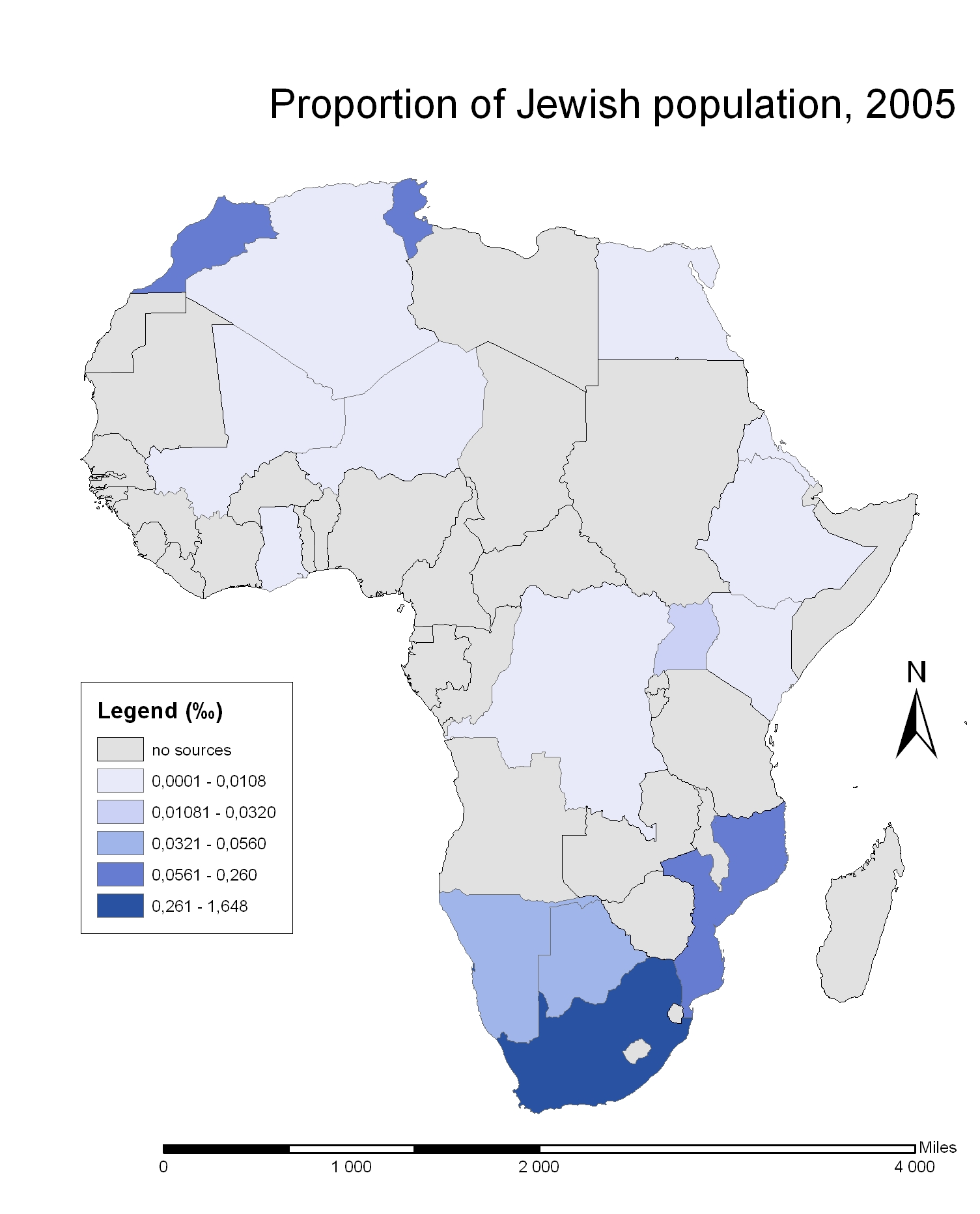
Еврейское население Африки

Еврейские общины Африки состоят из общин евреев сефардов и мизрахим, живущих преимущественно в Северной Африке или Магрибе, включая Марокко, Алжир, Ливию и Тунис, а также в Судане и Египте. Некоторые из этих общин сформировались при возникновении еврейской диаспоры, другие после изгнания из Пиренейского полуострова в конце XV века, а также из южноафриканских евреев, в основном ашкеназов, потомков иммигрантов литваков до и после Холокоста, и эфиопских евреев, называющих себя «Бета Исраэль» (Дом Израиля) и живущих преимущественно в районах Амхара и Тыграй в Эфиопии.

## Древние общины
Самые древние общины африканских евреев — эфиопские, сефардские и евреи мизрахи, населявшие территории Северной Африки и Сомали.
В седьмом веке многие испанские евреи бежали от преследований вестготов в Северную Африку, где они жили в византийских городах, расположенных вдоль побережья Средиземного моря. Другие прибыли после изгнания из Иберии. Древние еврейские общины частично сохраняются в Марокко, Тунисе, в испанских городах Сеута и Мелилья. На острове Джерба в Тунисе существует немногочисленная, но все ещё действующая еврейская община. С 1948 года после войны за независимость Израиля, вызвавшей враждебность мусульманских стран, большинство других североафриканских евреев эмигрировали в Израиль.
Некоторые из иммигрантов седьмого века перемещались внутри страны и проповедовали среди берберских племен, обращая их в иудаизм. Несколько племен, включая Джараву, Улед Джари и некоторые племена народа Даггатун, обратились в иудаизм. Ибн Хальдун сообщал, что Кахина, царица берберско-иудейского княжества, возглавившая сопротивление мусульманским арабским завоеваниям Северной Африки в 680-е и 690-е годы, была еврейкой племени Харава. С поражением берберского восстания ни одна из еврейских общин изначально не была принуждена принять ислам.

### Эфиопия
В 1975 году израильские религиозные власти и правительство признали Бета Исраэль в Эфиопии юридически еврейским. Сотни эфиопских евреев, пожелавших эмигрировать в Израиль, были доставлены в страну воздушным транспортом под руководством премьер-министра Менахема Бегина. Бегин получил официальное постановление от главного сефардского раввина Израиля Овадии Йосефа, что Бета Исраэль являются потомками десяти потерянных колен. Раввины полагали, что они были потомками колена Дана. С этим подтверждением в более поздние десятилетия десятки тысяч евреев Бета-Израиля иммигрировали в Израиль. Значительная иммиграция в Израиль продолжается и в XXI веке. Эфиопская еврейская община составляет примерно 81 тыс. иммигрантов, которые вместе со своими 39 тыс. детей, родившихся в самом Израиле, к началу 2009 года насчитывали около 120 тыс. человек.
Из-за некоторых аспектов еврейских ортодоксальных брачных законов раввин Йосеф постановил, что по прибытии в Израиль Бета Исраэль должны были пройти формальное обращение в иудаизм. Им пришлось заявить о своей преданности галахическому образу жизни и еврейскому народу в соответствии с практикой, которой придерживается ортодоксальный раввинский иудаизм. Он не требовал нормальных формальных требований, которые Галаха налагает на потенциальных нееврейских прозелитов (например, обрезание или погружения в миквэ). Немногие ашкеназские раввинские власти признают это обращение в иудаизм не проформой.

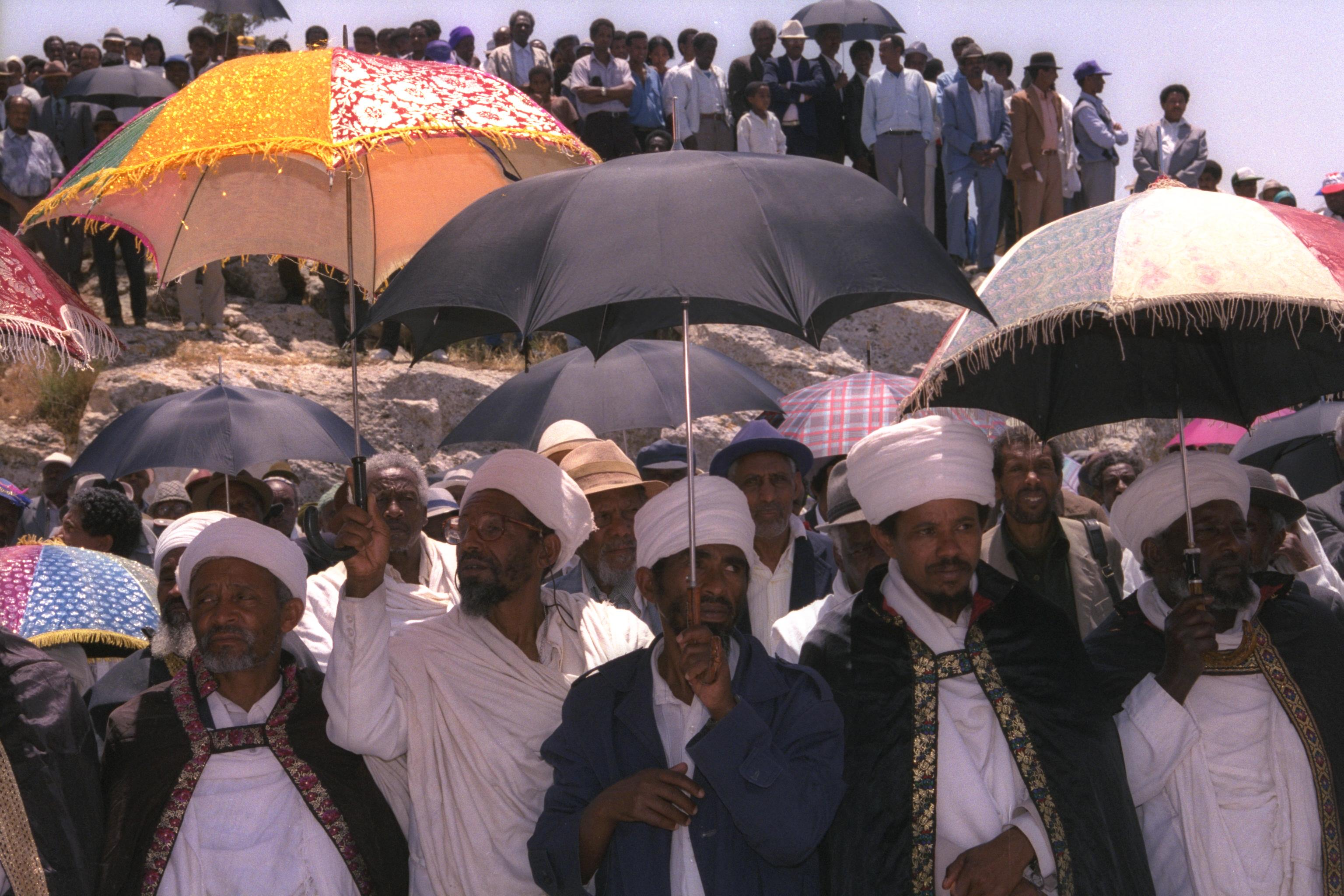
Эфиопские евреи

Со временем, из-за изоляции их сообщества от стран Европы и Ближнего Востока, практика Бета Исраэль развивалась раздельно от практики других форм иудаизма. В Эфиопии бета-израильской общине в основном был недоступен Талмуд. У них был свой устный закон. В некоторых случаях у них были такие же методы, как и у караизма, а в других — более сходные с талмудическим иудаизмом.
Во многих случаях их религиозные старейшины или священнические классы, известные как кессим или цесотч, интерпретировали библейский закон Танаха таким же образом, как и еврейские общины раввинитов в других частях мира. В этом смысле Бета Исраэль сохранили традицию, аналогичную традиции Талмуда, хотя временами противоречили практике и учениям других еврейских общин.
Одно существенное различие заключается в том, что Бета Исраэль не праздновали Пурим и Хануку, вероятно потому, что они отделились от основного иудаизма до того, как эти небиблейские праздники стали отмечать. Сегодня большинство членов общины Бета Исраэль, проживающих в Израиле, соблюдают эти праздники.

### Сомали
«Ибирь» — племя в Сомали, восточной Эфиопии, Джибути и северной Кении. Хотя они были мусульманами на протяжении веков, некоторые из них утверждают что они являются потомками евреев, прибывших на Африканский Рог задолго до прибытия сомалийских кочевников. Эти люди утверждают, что «Ибирь» означает «иврит» на их языке.
За пределами «Ибирь» в Сомали практически нет известной нынешней или исторической еврейской общины.

### Билад-эль-Судан
Историческое присутствие еврейских общин в Африке хорошо подтверждено. Сегодня потомки этих евреев живут в таких странах, как Сьерра-Леоне, Либерия, Сенегал, Гана и Нигерия. Согласно «Тарих аль-Фатташ» и «Тарих аль-Судан» XVII века, несколько еврейских общин существовали как части Ганы, Мали, а затем и Сонгайских империй. Одна из таких общин была сформирована группой египетских евреев, которые предположительно путешествовали через сахельский коридор, через Чад в Мали. В рукописи «Тарих аль-Фатташ» описывалось сообщество, называемое «Бани Израиль», проживавшего в 1402 году в Тиндирма, имевшего 333 колодца, семь князей и армию.
Другим подобным сообществом было правительство Цувы правителя Кукии (расположенного на реке Нигер). Его имя было известно только как «Зува Аляман», то есть «Он родом из Йемена». Согласно изолированной местной легенде, Зува Аляман был членом одной из еврейских общин, перевезенных из Йемена абиссинцами в VI веке н. э. после поражения Зу Нувас. Говорят, что Зува Аляман путешествовал в Западную Африку вместе со своим братом. Они основали общину в Кукии на берегу реки Нигер, расположенной ниже по течению от Гао. По словам «Тарих аль-Судан», после Зувы Алямана в период после ислама во второй половине одиннадцатого века существовало 14 правителей Цувы.
Другие источники сообщают, что другие еврейские общины в регионе сформировались из людей, которые мигрировали из Марокко и Египта; другие позже пришли из Португалии. Сообщалось, что некоторые общины были населены определёнными евреями, как туареги, известные как «дети Исаака». Они говорят на языке, относящемся к Сонгай, живут в регионе Менака в северо-восточном Мали и раньше были пастухами для дворян Туарега. Кроме того, некоторые мигрировали в данный район от мусульманского господства в Северной Африке.
Известный деятель XVI века Лев Африканский — андалузский бербер, обратившийся в христианство — упоминает маленькую таинственную деревню африканских евреев, расположенную к юго-западу от Томбукту и торговавшую экзотическими специями, оружием и ядами.

## Средневековье

### Северная Африка и Магриб
Самый большой приток евреев в Африку произошел после возникновения испанской инквизиции, по окончании Гранадской войны и падения Мусульманской Испании. Массовый исход и изгнание иберийских евреев начались в 1492 году, вскоре после этого пострадали сицилийские евреи. Многие из этих сефардских евреев поселились в основном в Магрибе под мусульманским и османским патронажем. Марокко, Тунис и Алжир, а также Египет стали домом для значительных еврейских общин. Эти общины позднее были включены в систему Оттоманского проса как африканизированные османские евреи, связанные законами Талмуда и Торы, но с преданностью Халифу Константинопольскому.

### Танзания
«Ньямбо» — племя Танзании, северной Танзании и Южной Уганды (Анколе). Хотя они были христианами на протяжении веков, они утверждают, что являются потомками евреев, которые прибыли на Африканский Рог задолго до прибытия сомалийских кочевников. Они говорят, что «Ньямбо» означает «иврит» на их языке.

### Мали
В XIV веке многие мавры и евреи, спасаясь от преследований в Испании, мигрировали на юг в район Томбукту, в то время являвшейся частью империи Сонгай. Среди них была семья Кехат (Ка’ти), произошедшая от Исмаила Яна Кот Аль-Яхуди из Шейды, Марокко. Сыновья этой выдающейся семьи основали три деревни, которые все ещё существуют недалеко от Томбукту-Киршамбы, Айбомо и Конгугары. В 1492 году Астия Мухаммед пришла к власти в ранее терпимом регионе Томбукту и постановила, что евреи должны обратиться в ислам или уйти; Иудаизм стал незаконным в Мали, как это было в католической Испании в том же году. Как писал в 1526 году историк Лев Африкус: «Царь (Аская) является объявленным врагом евреев, он не позволит жить в городе. Если он услышит это, он сказал, что берберский купец часто посещает их или ведет с ними дело, он конфисковывает свои товары».
Семья Кехат была преобразована вместе с остальной частью немусульманского населения. Коэнс, произошедший от марокканского исламского еврейского торговца Эль-Хадж Абд-аль-Салама аль Кухина, прибыл в район Томбукту в XVIII веке, а семья Абаны появилась в первой половине XIX века. По словам профессора Мишеля Абитбола, в Центре исследований марокканских евреев в Израиле, в конце XIX века раввин Мордоче Абы Серур несколько раз ездил в Томбукту как не слишком успешный торговец страусиными перьями и слоновой костью. Исмаил Диади Хайдара, историк из Томбукту, нашел старые еврейские тексты среди исторических записей города. Он также исследовал свое прошлое и обнаружил, что он произошел от марокканских еврейских торговцев семьи Абана. Когда он дал интервью старейшинам в деревнях своих родственников, он обнаружил, что знание еврейской идентичности семьи сохранилось, втайне, из страха преследования.

## Современные общины

### Мадагаскар
Небольшое сообщество малагасийцев начало практиковать иудаизм в 2010 году, что привело к образованию трех отдельных общин, каждая из которых придерживалась своей интерпретации еврейской духовной практики. В мае 2016 года 121 член малагасийской еврейской общины были обращены в соответствии с традиционными еврейскими ритуалами, представ перед бейт-дином и погружаясь в микву. Обращение, организованное с помощью еврейской организации «Кулану», проходило под председательством трех ортодоксальных раввинов.

### Кот-д’Ивуар
В последние годы в Кот-д’Ивуаре формируются сообщества, которые медленно растут во всем регионе. Капитолийский город Абиджан имеет две синагоги, каждая из которых насчитывает около 40-70 прихожан. Кроме того, крупные группы коренных народов, называемые данитами, заявляют о происхождении из потерянного племени Дана, и многие из этой этнической группы проявляют интерес к иудейской практике.

### Камерун
Рабби Исраэль Ориэл, бывший Бодоль Нгимбус-Нгимб, родился в племени Ба-Саа. Он говорит, что в этом регионе были исторически евреи. Слово Ба-Саа, по его словам, происходит от иврита для «в пути» и означает благословение. Раввин Ориэл утверждает, что он левит, произошедший от Моисея. Сообщается, что раввин Ориэл сделал алию в 1988 году и был назначен раввином старшим раввином Сефарда и назначил раввином нигерийских евреев.
Раввин Ориэл утверждает, что в 1920 году в Камеруне насчитывалось 400 000 «израильтян», но к 1962 году число уменьшилось до 167 000 из-за перехода к христианству и исламу. Он сказал, что эти племена не были приняты галахически. Но он считает, что он может доказать свой еврейский статус из средневековых раввинских источников.
Отец Яфета Котто, американского актера, был евреем из Камеруна. Котто идентифицирует себя как еврей.
Bankon (Abaw, [14] Abo, Bo, Bon [15]) — это племя, связанное с группами Баса и Rombi, расположенными на севере города Дуала, подразделением Або, общиной Боналеи, в прибрежном регионе Камеруна. Слово Ban -Kon означает «сын принца» в ассирийском, арамейском диалекте. В своих работах «Негритянские языки» французский ученый Лилиас Хомбургер пришел к выводу, что язык Банконов — это Кум.. Слово Кум означает «встань» на иврите; Ассирийцы называли Дом Израиля именем Кумри.

### Гана
Израильская община Сефви Виавсо, Сефви Суи и Га в Западном и Южном регионе Ганы утверждает, что их предки являются потомками евреев, которые мигрировали на юг через Египет. Однако практика иудаизма в этом сообществе восходит только к началу 1970-х годов.

### Кения
В округе Лайкипия, Кения, появилось небольшое сообщество, отказавшееся от христианства в пользу иудаизма. В настоящее время их насчитывается около 5 тыс. человек. Хотя сначала Мессианский, они пришли к выводу, что их убеждения несовместимы с христианством и теперь ждут, чтобы их проинструктировали в традиционном иудаизме. Некоторые из младших детей этого сообщества были отправлены в школы Абаюдая в Уганде, чтобы получить указания по иудаизму и другим предметам.

### Нигерия
Евреи-игбо из Нигерии относятся к этнической группе Игбо. Некоторые нигерийские общины с иудейской практикой получают помощь от отдельных израильтян и американских евреев, которые работают в Нигерии с такими организациями, как Кулану.
Число игбо в Нигерии, называющих себя евреями, к 2016 году составляло примерно 4 тыс. человек с 70 синагогами. Многие из них обратились из христианства. Другие источники ставят более высокую цифру, утверждая, что около 30 тыс. игбо практиковали некоторую форму иудаизма в 2008 году.

### Уганда
Относительно новое движение «Абаюдая» из Уганды перешло в иудаизм с 1917 года под влиянием американца Уильяма Сондерса Кроуди, который сказал, что афроамериканцы произошли от евреев.

### Зимбабве

#### Лемба
Многие Лемба являются приверженцами христианства. Тем не менее, они сохранили некоторые исконно еврейские ритуалы и обычаи и как было установлено, обладают генетическими особенностями, присущими другим еврейским группам, поддерживая их отношение к древним еврейским родословным.

#### Англо-евреи
Еврейская община Зимбабве была создана первыми белыми колонистами британского гражданства в 1890-х годах. В начале 1970-х годов община насчитывала около 7500 человек (80 % были ашкеназского происхождения), которые жили в основном в Солсбери и Булавайо. Меньшие сельские общины также существовали в течение коротких периодов в Квекве, Мутаре и Кадоме. Большинство еврейских жителей Зимбабве уехали после насилия и социальных потрясений. В 2007 году местная еврейская община сократилась до 270 человек. Община тесно связана с Израилем. В 2003 году Булавайо Шуль был сожжен в антисемитском акте насилия.

## Прибытие евреев из Европы
В Южной Африке существует значительная, в основном ашкеназская еврейская община. Их предки иммигрировали до Второй мировой войны преимущественно из Литвы, хотя некоторые являются потомками выходцев из Великобритании, Германии и Восточной Европы. Сефардские евреи, в основном происходящие с острова Родос, также поселились в Африке к югу от Сахары на территориях бельгийского Конго. Впоследствии члены этих еврейских общин мигрировали в Южную Африку.
Малые европейские еврейские общины развивались в колониальные годы в Намибии (Юго-Западная Африка), Зимбабве (Южная Родезия), Лесото (Базутуланд), Свазиленде, Ботсване (Бечуаналенд), Заире (бельгийское Конго, в основном сефарды)), Кения, Малави (Ньясаленд) и Замбия (Северная Родезия). В общинах, которые обычно базируются в столицах этих стран, созданы синагоги и часто формальные еврейские школы.
В Мапуту, Мозамбик, была еврейская община, но после независимости страны большинство осталось. Правительство официально вернуло синагогу Мапуту в еврейскую общину, но «почти не осталось еврейской общины, чтобы её возобновить».